# Перелік давньоримських мостів

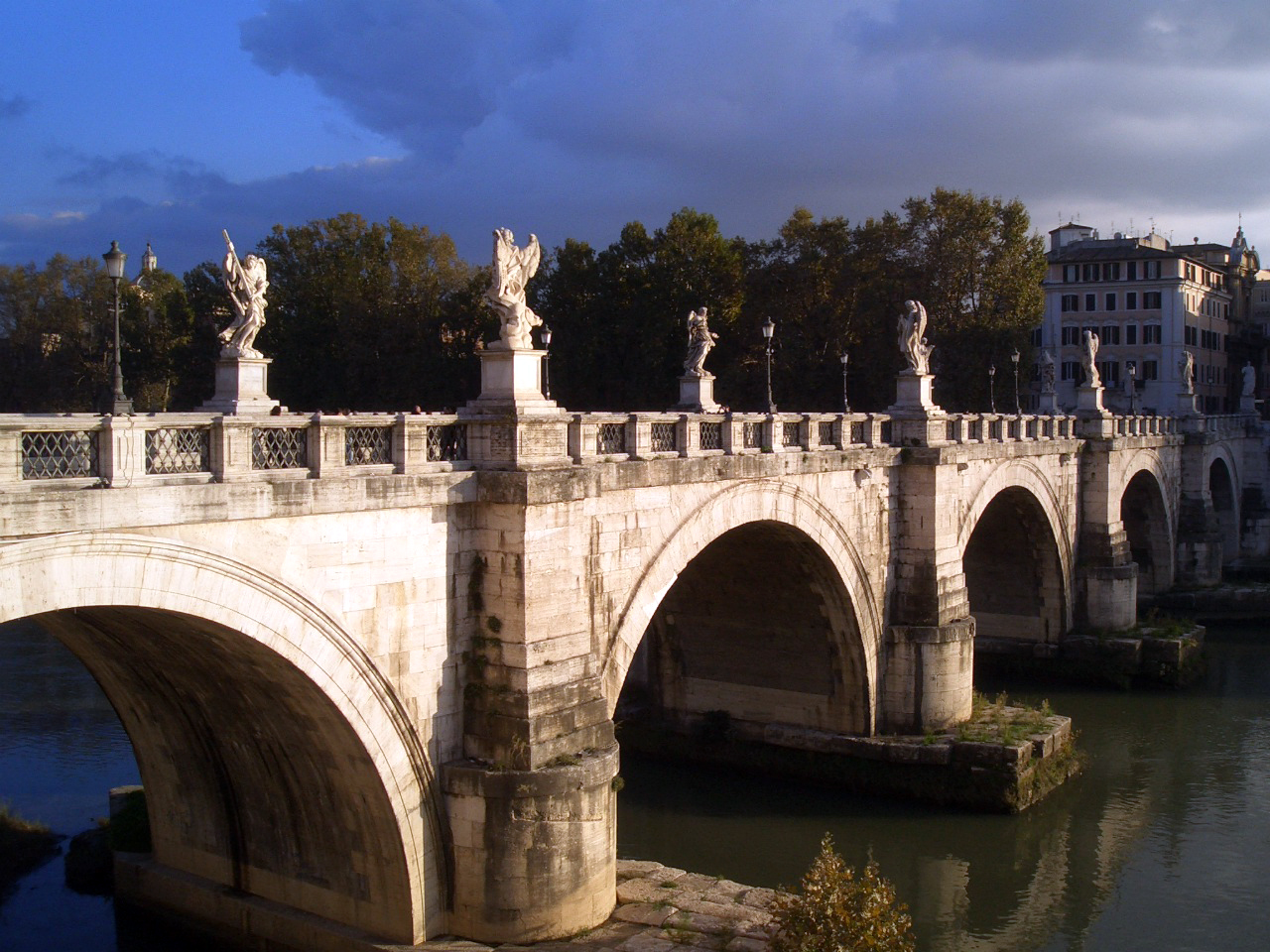
Міст Святого Ангела в Римі, Італія

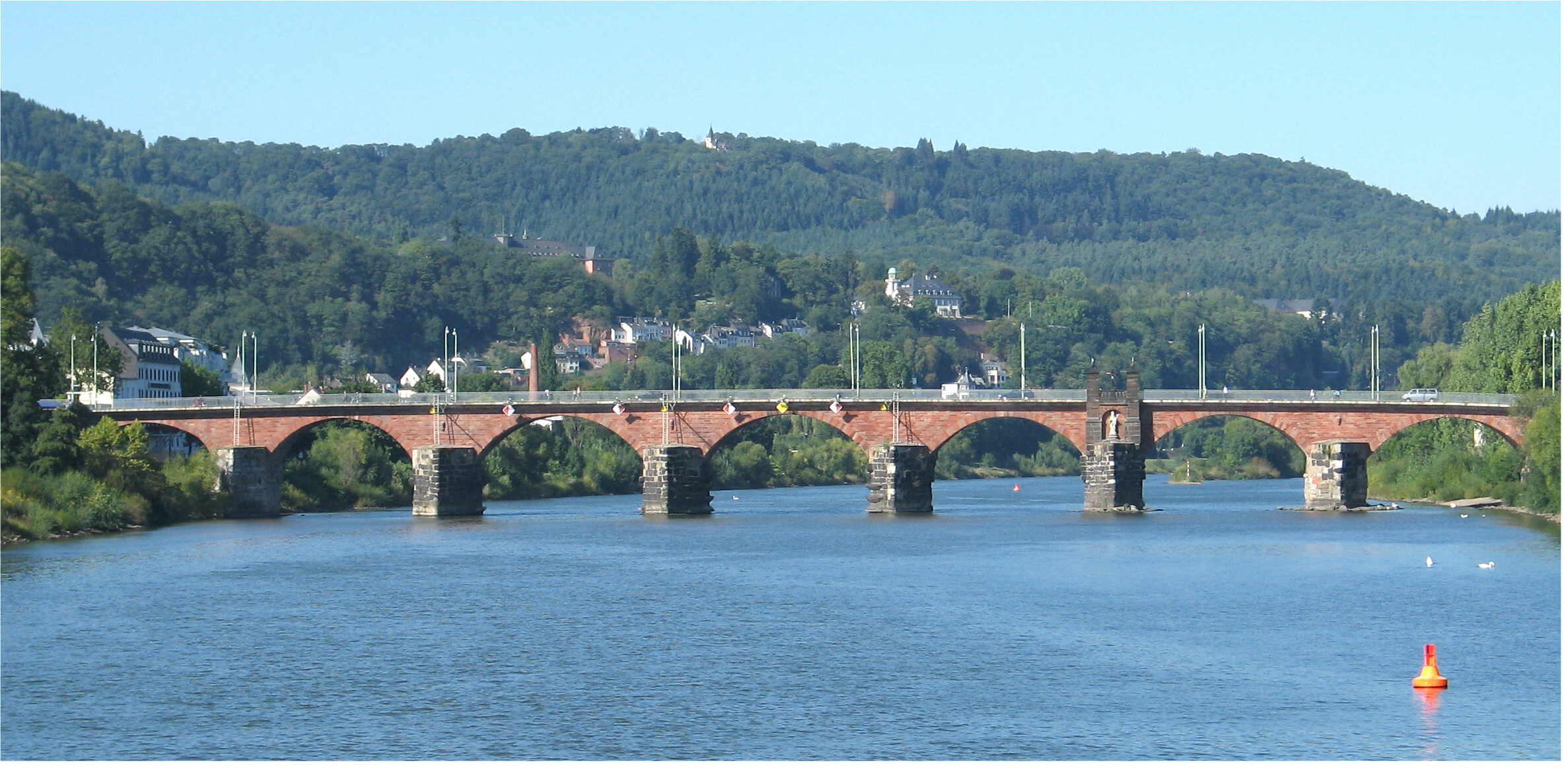
Римські кам'яні колони мосту в Трірі, Німеччина. Арки були додані в 14 столітті.

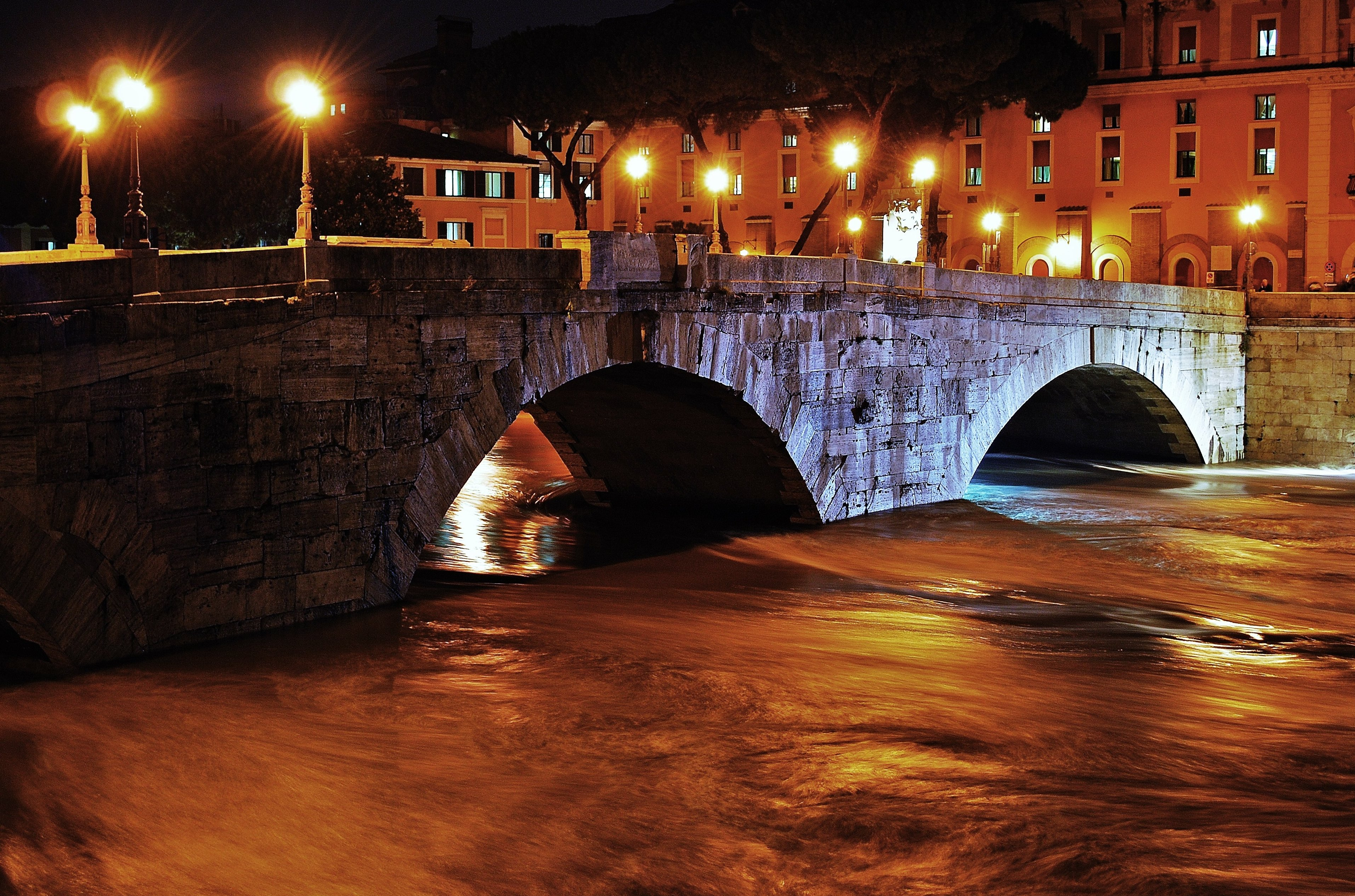
Міст Честіо, Рим, під час повені грудня 2008 р.

Римляни були першими у світі великими мостобудівниками. Наступні списки є спробою перерахувати всі відомі збережені залишки римських мостів.
Римський міст у сенсі цієї статті включає будь-які з цих характеристик:
- римські арки;
- римські колони;
- римські фундаменти;
- римські опори;
- римська бруківка;
- римські водорізи.

Крім того, перераховані мости, які мають значну кількість римського матеріалу (сполії), у випадку, коли пізніший міст зведено на місці давньоримського попередника. Нарешті, наведені випадки, коли про існування давньоримського свідчать тільки написи.
Далі по тексту, мости класифіковані або за матеріалом, або за функцією. Більшість даних, де не вказано інше, походить з книги О'Коннора «Roman Bridges» (Римські мости), в якій перераховані 330 кам'яні мости для руху, 34 мости з дерев'яними частинами і 54 мости акведуків. Італійський вчений Галліаццо пропонує ще більшу кількість давньоримських мостів — понад 900, у своїй праці 2011 року, яка використовується тут тільки вибірково.

## Обмеження класифікації
Мости особливо важко класифікувати, оскільки вони, більш ніж інші структури, схильні до руйнування і зносу, на рахунок воєн та впливу природних стихій. Постійна потреба в ремонті протягом століть часто перетворювала мости в гібридні структури, тому часто важко або практично неможливо визначити точну дату і походження окремих частин мосту. Таким чином, більшість мостів, перерахованих нижче, найчастіше включають середньовічні або (ранні) сучасні модифікації, заміни або розширення, в малій або великій мірі.

## Мости з каменю та/або цегли
У наступній таблиці перераховані мости, зроблені з каменю або цегли. Переважна більшість має арки, хоча пласкі плити також були відомі. Абревіатури довжини прольотів мостів і висоти: S = мала, М = середня, L = великий.
| Зображення | Назва                                                     | Річка                                                | Місто                                | Розташування                                                     | Країна                | Прольоти                                        | Висота | Коментар                                                             |
| --- | --------------------------------------------------------- | ---------------------------------------------------- | ------------------------------------ | ---------------------------------------------------------------- | --------------------- | ----------------------------------------------- | ------ | -------------------------------------------------------------------- |
| Міст бл. 1905/06 | Міст через Езепус                                         | Гьонен Чаї (Езепус)                                  | Кізік                                | бл.5,5 км вище гирла                                             | Туреччина             | 11 x S-M                                        | ?      |                                                                      |
| | міст Айн Дівар                                            | раніше перетинав Тигр                                | Айн Дівар                            | 3,5 км на північний схід від Айн Дівар                           | Сирія                 |                                                 | ?      | У руїнах, лишився один прольот.                                      |
| Міст Алькантара | Алькантарський міст                                       | Тагус                                                | Алькантара                           | ?                                                                | Іспанія               | 13,8 м; 21,9 м; 28,8 м; 27.4 м; 21,9 м; 13,8 м  | L      |                                                                      |
| Проліт № 3 | міст Альконетар                                           | Тагус                                                | Гарровільяс-де-Альконетар            | Зараз в 6 км на північ                                           | Іспанія               | 16 x 7.3–15 м                                   | M      | Міст з сегментними арками                                            |
| Вид на міст з берега з боку Ехтернах | Альте Зауербрюке (нім. Alte Sauerbrücke)                  | Зауер                                                | Ехтернах                             | ?                                                                | Люксембург/ Німеччина | ?                                               | ?      | Римське походження нез'ясоване                                       |
| | міст Арапсу                                               | Арапсу                                               | Ольвія                               | Анталья-Арапсу                                                   | Туреччина             | 1 x S                                           | S      |                                                                      |
| | міст Асі                                                  | ?                                                    | Антак'я                              | ?                                                                | Туреччина             | 4 x 10 м                                        | S      |                                                                      |
| | Банд-е Кайзар («Дамба Цезаря»)                            | Карун                                                | Шуштар                               | ?                                                                | Іран                  | бл. 40 x M                                      | M      | Найбільш східний римський міст                                       |
| | міст на Афрін                                             | Афрін                                                | Алеппо                               | 1 км на схід від Кіру                                            | Сирія                 | 11,5 м; 12,5 м; 12 м                            | M      |                                                                      |
| | міст біля Ескі Мосул                                      | ?                                                    | Ескі Мосул                           | ?                                                                | Ірак                  | бл. 15 м                                        | M      |                                                                      |
| 4-та арка з півдня | Лімірський міст (тур. Kırkgöz Kemeri, «міст сорока арок») | Алакір                                               | Ліміра                               | 7,5 км на північний схід від Фініке                              | Туреччина             | 27 x бл. 10.65 м                                | S      | міст з сегментними арками                                            |
| | міст на Маамельтейн                                       | Маамельтейн                                          | Бейрут                               | 18 км на північний схід                                          | Ліван                 | 12 м                                            | S      |                                                                      |
| | міст біля Німре                                           | ваді аль-Ліва                                        | Шахба                                | 10 км на південний схід від Шахби                                | Сирія                 | 6,73 м                                          | S      | Поперечна арка, унікальна для римського мостобудування               |
| | міст біля Оберцейрінг                                     | Блабах                                               | Оберцейрінг                          | 20 км на північний захід від Юденберг                            | Австрія               | 1 або 2 x S                                     | S      |                                                                      |
| | міст біля Ойноанда                                        | Коджа (річка Ксанф)                                  | Ойноанда                             | біля підніжжя міського пагорбу                                   | Туреччина             | ?                                               | ?      | На існування в минулому мосту вказує розкопаний напис                |
| | Джиср Джиндас                                             | Нахал Аялон                                          | Лод                                  | 35 км на північний захід від Єрусалиму                           | Ізраїль               | ?                                               |        | лише основа є римського будівництва                                  |
| | Чинкве Понті                                              | ?                                                    | Салона                               | 7 км на північний схід від Спліту                                | Хорватія              | 2 x S                                           | S      |                                                                      |
| | Клоака ді Порта Сан Клементіно                            | Марта                                                | Гравіскае                            | Поблизу Тарквінья на Аврелієвій дорозі                           | Центральна Італія     | 1 x S                                           | S      |                                                                      |
| | міст Костянтина                                           | Адірнас (Rhyndacus)                                  | Улубад (Лопадіум)                    |                                                                  | Туреччина             | ?                                               |        | У руїнах. Лишилось лише декілька пірсів на північному березі.        |
| | Кульверти у долині Сіліана                                | ?                                                    | Максар                               | E                                                                | Туніс                 | 1 x S                                           | S      |                                                                      |
| Характерне зміщення посередині (2005) | міст через Ойримедон                                      | Кьопрю (Ойримедон)                                   | Аспендос                             | бл. 3 км на південний захід                                      | Туреччина             | 5,1 м; ?; ?; 14,95 м; 23,52 м; 14,95 м; ?;      | M      |                                                                      |
| Міст через Ойримедон у Селге, 2009 | міст через Ойримедон                                      | Кьопрю (Ойримедон)                                   | Селге                                | бл. 5 км на північ від Бешконака                                 | Туреччина             | 7 м                                             | S      |                                                                      |
| | міст Гемаррін                                             | Ваді Зейді                                           | Гемаррін                             | на північ від Бостри                                             | Сирія                 | 3 x S                                           | S      |                                                                      |
| | міст через Гьоксу                                         | Гьоксу (Калікаднус)                                  | Самсат                               | 25 км на захід                                                   | Туреччина             | бл. 30 м                                        | ?      |                                                                      |
| | Міст Хаджі Бектарі                                        | Шкумбіні                                             | Хаджі Бектарі                        | 10 км на північний схід від Ельбасану                            | Албанія               | 3 x S                                           | ?      |                                                                      |
| | Джиср ель Маджамі                                         | Йордан                                               | Гешер                                | ?                                                                | Ізраїль               | бл. 15 м; бл. 18 м                              | M      |                                                                      |
| | міст Юстиніана (тур. Justinyen Köprüsü)                   | річка Бердан                                         | Тарсус                               | поблизу Адани                                                    | Туреччина             | 3 x S                                           | S      |                                                                      |
| Стрільчаста арка | міст Карамагара                                           | Арапгір                                              | Агин                                 | ?                                                                | Туреччина             | 17 м                                            | L      | Можливо найранніший відомий міст зі стрільчастими арками             |
| | міст Карас                                                | ?                                                    | Карас                                | 10 км на північ від Ерзурума                                     | Туреччина             | 4-8 x M                                         | S      |                                                                      |
| Третя арка | Кемерський міст                                           | Коджа (річка Ксанф)                                  | селище Кемер                         | північ від Калкана                                               | Туреччина             | 4.1 м; 4.5 м; >4.0 м                            | S      |                                                                      |
| | міст Караба                                               | Ваді Зейді                                           | Бостра                               | 3.5 км на північний захід від Бостри                             | Сирія                 | 3 x 3,8 м                                       | S      |                                                                      |
| | міст через Леонтес                                        | Леонтес                                              | Тір                                  | 10 км на північ                                                  | Ліван                 | 1 x M                                           | S      | Міст з сегментними арками                                            |
| Висоти та план моста Макестос | міст через Макестос                                       | річка Сусурлук (римський Макестос)                   | Баликесір                            | між Сусурлук та Султанчаір                                       | Туреччина             | 15 x 14.20 м                                    | S      | Міст з сегментними арками                                            |
| міст Місіс | міст Місіс                                                | Джейхан                                              | Адана                                | на схід від Адани                                                | Туреччина             | 9 x M                                           | S      |                                                                      |
| | Муро дель Пеккато                                         | ?                                                    | Чивіта-Кастеллана                    | на північ від Понте суль Трейя                                   | Центральна Італія     | ?                                               | ?      |                                                                      |
| Вид зсередини на «тунель» римського мосту в Нісі, схожу на тунель підструктуру, на захід, за течією; між арками на передньому плані та задньому — секція, що впала | міст Ніса                                                 | Закірджак                                            | Ніса на Меандрі                      | у місті                                                          | Туреччина             | 5,7–7 м                                         | S      | 2-га за розміром стародавня мостова підструктура                     |
| | Філіппі                                                   | ?                                                    | Філіппі                              |                                                                  | Греція                | ?                                               |        | бруківка є частиною Егнатієвої дороги                                |
| | міст Святого Ангела                                       | Тибр                                                 | Рим                                  | в Римі                                                           | Італія                | 6 x 18                                          | M      |                                                                      |
| | міст Емілія                                               | Тибр                                                 | Рим                                  | в Римі                                                           | Італія                | 6 прольотів, у тому числі 4 x 24,3 м            | M      |                                                                      |
| | міст Агриппи                                              | Тибр                                                 | Рим                                  | в Римі                                                           | Італія                |                                                 |        |                                                                      |
| | міст Аурунка                                              | ?                                                    | Сесса-Аурунка                        | 1 км на захід                                                    | Південна Італія       | 21 x M                                          | S      |                                                                      |
| | міст Честіо                                               | Тибр                                                 | Рим                                  | в Римі                                                           | Італія                | 3 x 13.7 м                                      | M      |                                                                      |
| | міст Фабричіо                                             | Тибр                                                 | Рим                                  | в Римі                                                           | Італія                | 24,2 м; 24,5 м                                  | M      |                                                                      |
| Залишки моста за низької води на передньому плані (цілий міст — сучасний міст Вітторіо Еммануеле II)                                                               | міст Нерона                                               | Тибр                                                 | Рим                                  | в Римі                                                           | Італія                |                                                 |        |                                                                      |
| | міст Мінуція                                              | Тибр                                                 | Отриколі                             | 3 км на південь по Фламінієвій дорозі                            | Центральна Італія     | ?                                               | ?      |                                                                      |
| | Мульвіїв міст                                             | Тибр                                                 | Рим                                  | 5 км на північ по Фламінієвій дорозі                             | Італія                | 9 м; 4 x 18 м; 9 м                              | M      |                                                                      |
| | міст Проба                                                | Тибр                                                 | Рим                                  | в Римі                                                           | Італія                |                                                 |        | знищений 1484 р., підмурки видалені 1874 р.                          |
| | міст Сангаріус                                            | Сакар'я (Сангаріус)                                  | Зандір Кьопрю                        | 55 км на південний схід від Ескішехіра                           | Туреччина             | ?                                               | ?      |                                                                      |
| | міст Сервілі                                              | ?                                                    | Ораке                                | на захід від Охридського озера                                   | Албанія               | ?                                               | ?      |                                                                      |
| | міст де Буассезон                                         | Бенові                                               | Буассезон                            | 1 км на південь від Сомм'єр                                      | Франція               | 6 м; 8,8 м; 9,4 м; 8,8 м; 6 м                   | S      |                                                                      |
| | міст Цезаря                                               | Велаж                                                | Мондую                               | на віа Болена                                                    | Франція               | ?                                               | ?      |                                                                      |
| | міст де Шемту                                             | Меджерда                                             | Шемту                                | 20 км на захід від Джендуби                                      | Туніс                 | 5 x S                                           | M      |                                                                      |
| | міст де Чивітас Авенсіс                                   | Меджерда                                             | Бу Салем (Сук ель Кеміс)             | 11 км на схід                                                    | Туніс                 | 2 x S                                           | ?      | Руїни.                                                               |
| | міст де Домкер                                            | ?                                                    | Домкер                               | 16 км на схід від Аббевіля                                       | Франція               | 2,3 м                                           | S      |                                                                      |
| | міст Дюпер                                                | уед (ваді) Шеліф                                     | Дюпер                                | 150 км на південний захід від Алжиру                             | Алжир                 | ?                                               | ?      |                                                                      |
| | міст де Гастал                                            | ?                                                    | Тебесса                              | можливо в 30 км на північ                                        | Алжир                 | 7,5 м                                           | S      |                                                                      |
| | міст де Гріх ель Уед                                      | ваді ель Хамар                                       | Гріх ель Уед (римський Тісідіо)      | 6 км на північний схід від Меджес ель Баб                        | Туніс                 | >3 м                                            | S      |                                                                      |
| | міст де Джедейда                                          | Меджерда                                             | Джедейда                             | Східна околиця міста                                             | Туніс                 | 9 x S                                           | S      |                                                                      |
| | міст де Кемісса                                           | ?                                                    | Кемісса                              | 2 км на схід                                                     | Алжир                 | S; 5,4 м; S                                     | M      |                                                                      |
| | Міст де Меджес ель Баб                                    | Меджерда                                             | Меджес ель Баб                       | Західна околиця міста                                            | Туніс                 | 7 x S                                           | S      |                                                                      |
| | Міст де Монтіньє-Сен Крістоф                              | Ант                                                  | Монтіньє-Сен Крістоф                 | 1 км на північний захід                                          | Бельгія               | 13 x 1.5 м                                      | S      |                                                                      |
| | Кам'яний міст                                             | Бутьє                                                | Аоста                                | на схід від Арки Августа                                         | Північна Італія       | 17,1 м                                          | S      | Міст з сегментних арок                                               |
| | міст де Ролампон                                          | Марна                                                | Ролампон                             | 1-1,5 км на південний схід                                       | Франція               | 3 x S                                           | S      |                                                                      |
| | міст де Сбейтла                                           | ваді Сбейтла                                         | Сбейтла                              | 300 м на північний схід                                          | Туніс                 | 4 x M                                           | M      |                                                                      |
| | міст де Тебесса                                           | ?                                                    | Тебесса                              | 2,5 км на північний схід                                         | Алжир                 | 4 x 3,1 м                                       | S      |                                                                      |
| | міст де Тебурба                                           | Меджерда                                             | Тебурба                              | південний схід міста                                             | Туніс                 | бл. 16 x S                                      | S      |                                                                      |
| | міст Траяна                                               | ваді Беджа                                           | Беджа                                | 10 км на південь                                                 | Туніс                 | 5,8 м; 5,3 м; 6 м                               | S      |                                                                      |
| | міст Тревірі                                              | ваді Румель                                          | Константіна                          | ?                                                                | Алжир                 | бл. 3,5 м; 5.3 м; c. 3.5 м                      | M      |                                                                      |
| | міст де Сомм'єр                                           | Відорль                                              | Сомм'єр                              | у місті                                                          | Франція               | 2 x S; 13 x 8,5 м; 2 x S                        | S      |                                                                      |
| | міст Св. Габріеля                                         | ?                                                    | Тараскон (Буш-дю-Рон)                | ?                                                                | Франція               | 3 м                                             | ?      |                                                                      |
| | міст де Сен-Тібері                                        | Еро                                                  | Сен-Тібері                           | 1 км на південний схід по Доміцієвій дорозі                      | Франція               | 9 x 10–12 м                                     | S      | міст з сегментними арками                                            |
| | міст де Везон-ла-Ромен                                    | Увез                                                 | Везон-ла-Ромен                       | у місті                                                          | Франція               | 17 м                                            | S      |                                                                      |
| | міст д'Адпертуза                                          | ваді Шафру                                           | Адпертуза                            | 5 км на захід від міста Туніс                                    | Туніс                 | 6,3 м                                           | S      |                                                                      |
| | міст д'Аїн Хеджа                                          | ?                                                    | Агбіа                                | ?                                                                | Туніс                 | ?                                               | ?      |                                                                      |
| | міст д'Аїн Юне                                            | ваді ель Кебір                                       | Тебурсук                             | 9 км на південний схід                                           | Туніс                 | 1 x S                                           | S      |                                                                      |
| | міст Амбруа                                               | Відорль                                              | Амбруссум (давньоримське місто)      | на захід від Галларг-ле-Монтюе по Доміцієвій дорозі              | Франція               | 5 x M                                           | ?      |                                                                      |
| | міст д'Аскен                                              | Нівелла                                              | Аскен                                | 7 км на південний схід від Сен-Жан-де-Люз                        | Франція               | ?                                               | ?      |                                                                      |
| | міст д'Ель Кантара                                        | ваді Кантара                                         | Ель Кантара                          | 65 ка на південний захід від Батни                               | Алжир                 | 10 м                                            | M      |                                                                      |
| | міст д'Омбре                                              | Семуа                                                | Арлон                                | дорога Арлон-Трір                                                | Бельгія               | ?                                               | ?      |                                                                      |
| | міст д'Удна                                               | ваді Удна                                            | Утіна або Удна (давньоримське місто) | 200 m NE                                                         | Туніс                 | 3 x S                                           | S      |                                                                      |
| | міст д'уед Буджема                                        | ваді (уед) Буджема                                   | Аннаба                               | 1 км на південь, у Гіппона (давньоримська назва міста Аннаба)    | Алжир                 | 11 x S                                          | S      |                                                                      |
| | Міст д'Уед Бу-Зід                                         | Уед Бу-Зід                                           | Ксар-Хелляль                         | ?                                                                | Туніс                 | ?                                               | ?      |                                                                      |
| | Міст д'Уед Шершар                                         | Уед Шершар                                           | Бу Фіша                              | 4 км на північний схід                                           | Туніс                 | бл. 16 x S                                      | S      |                                                                      |
| | міст д'Уед ель Ахмар                                      | ваді (Уед) ель Ахмар                                 | Дугга                                | 6,5 км на схід                                                   | Туніс                 | ?                                               | ?      |                                                                      |
| | міст д'Уед ель Енджа                                      | Уед ель Енджа                                        | Тубурніка (римо-берберське місто)    | 11 км на північний захід від Шемту                               | Туніс або Алжир       | 10 м                                            | S      |                                                                      |
| | міст д'Уед Небана                                         | Уед Небана                                           | Кайруан                              | 36 км на північ                                                  | Туніс                 | 5 м; 6 x 2,6 м; S (зараз бл. 14 прольотів)      | S      |                                                                      |
| | міст д'Уед Зарга                                          | Уед Зарга                                            | Уед Зарга                            | ?                                                                | Туніс                 | 2 x M                                           | S      |                                                                      |
| | міст д'Уед Зіуна                                          | Уед Зіуна                                            | Толемайд (Аддірсіях)                 | ?                                                                | Лівія                 | 2 x S                                           | S      |                                                                      |
| | міст д'Утремекур                                          | Кавалон                                              | Бурмон (Верхня Марна)                | ?                                                                | Франція               | 3 м; 4,7 м; 5,8 м; 4,7 м; 3 м                   | S      |                                                                      |
| | міст де Есклап                                            | Де Беал                                              | Фрежус                               | 2,5 км на захід по дорозі Юлія Августа                           | Франція               | 3 x S                                           | S      |                                                                      |
| | логіс де Кантоньєр                                        | Франція                                              | по дорозі Юлія Августа               | Франція                                                          | S                     |                                                 |        |                                                                      |
| | міст Торговців                                            | канал Робін (частина Південного каналу)              | Нарбонн                              | під будинками                                                    | Франція               | бл. 15 м                                        | S      | міст з сегментними арками                                            |
| Міст з однією аркою, обрамлений двома тріумфальними арками | Міст Флавія                                               | Тулубр                                               | Сен-Шама                             | на схід від Арля по дорозі Юлія Августа                          | Франція               | 12,3 м                                          | S      |                                                                      |
| | Міст Юліана                                               | Кавалон                                              | Апт (Воклюз)                         | 7 км на захід                                                    | Франція               | 10,3 м; 16,3 м; 10,3 м                          | S      |                                                                      |
| | Римський міст                                             | торрент де Сант-Хорді                                | Польєнса                             | на околицях                                                      | Іспанія               | 2 x S                                           | S      | одна напівкругла, одна сегментна арка                                |
| | міст Серме                                                | ?                                                    | Безьє (Еро)                          | 14 км на захід по Доміцієвій дорозі                              | Франція               | ?                                               | S      |                                                                      |
| | міст Святого Мартіна                                      | Ліс                                                  | Пон-Сен-Мартен                       | у місті                                                          | Північна Італія       | 36,65 м                                         | M      | міст з сегментними арками                                            |
| | міст на Квенон                                            | ?                                                    | Вендле                               | ?                                                                | Франція               | 3 м                                             | S      |                                                                      |
| | міст на Лей                                               | Лей                                                  | Ман                                  | 1 км на захід                                                    | Франція               | 3 м; 7 м; 12 м                                  | S      | міст з сегментними арками                                            |
| | міст на Луарі                                             | Луара                                                | Лавут-сюр-Луар                       | ?                                                                | Франція               | ?                                               | ?      |                                                                      |
| | міст на Уед Джилф                                         | Уед Джилф                                            | Максар                               | 15 км на схід                                                    | Туніс                 | 6 x 5.4 м                                       | M      |                                                                      |
| | міст на Роні                                              | Рона                                                 | Арль                                 | ?                                                                | Франція               | ?                                               | ?      |                                                                      |
| | міст на Роні                                              | Рона                                                 | В'єнн (Ізер)                         | до Сент-Коломб-ле-В'єнн                                          | Франція               | ?                                               | ?      |                                                                      |
| | Старий міст                                               | Еро                                                  | Ле-Віган (Гар)                       | ?                                                                | Франція               | ?                                               | ?      |                                                                      |
| | Понтаччіо                                                 | Німбальто                                            | Лоано                                | на дорозі Юлія Августа 44° 7'54.24"N 8°15'24.26"E                | Північна Італія       | 10 м                                            | S      |                                                                      |
| | міст Альтінате                                            | Брента                                               | Падуя                                | на схід від міста                                                | Північна Італія       | 11,14 м; 12,29 м; 10,90 м                       | S      | міст з сегментними арками                                            |
| | Старий міст                                               | ?                                                    | Террачина                            | на Аппієвій дорозі                                               | Південна Італія       | 1 x S                                           | S      |                                                                      |
| | міст Амато                                                | Фоссо Коллафрі                                       | Галлікано-нель-Лаціо                 | 0,4 км на південний захід по Віа Пренесте                        | Італія                | 5 м                                             | M      |                                                                      |
| | Античний міст                                             | фоссо делл'Аква Траверса                             | Террачина                            | на Аппієвій дорозі                                               | Південна Італія       | 1 x S                                           | S      |                                                                      |
| | Аполлонів міст                                            | ?                                                    | Беневенто                            | бл. 8 км на південний захід                                      | Південна Італія       | S; M; S                                         | M      |                                                                      |
| | міст Каламоне                                             | ?                                                    | Нарні                                | 2,5 км на північ по Фламінієвій дорозі                           | Центральна Італія     | 3,3 м; 1,4 м; 3,3 м                             | S      |                                                                      |
| | міст Кальдаро                                             | ?                                                    | Нарні                                | 5 км на північ по Фламінієвій дорозі                             | Центральна Італія     | 3,4 м; 5,5 м; 7,9 м; 5,5 м; 3,4 м               | S      | 42°34'12.88"N, 12°32'17.92"E                                         |
| | міст Катена                                               | ?                                                    | Корі                                 | поза Порта Нінфіна                                               | Італія                | 1 x S                                           | L      |                                                                      |
| |                                                           |                                                      | Бірорі                               | Сардинія                                                         | Італія                |                                                 |        |                                                                      |
| |                                                           |                                                      |                                      | на стародавній дорозі між Узеліс та Форумом Траяна, Сардинія     | Італія                |                                                 |        |                                                                      |
| | міст Екк'ю                                                | Флумінедду                                           | Аллай                                | Сардинія                                                         | Італія                |                                                 |        |                                                                      |
| | міст Корво                                                | Баккільоне                                           | Падуя                                | на схід від міста                                                | Північна Італія       | 7,7 м; 8,7 м; 11 м                              | S      | міст з сегментними арками                                            |
| | міст Корво                                                | ?                                                    | Беневенто                            | бл. 5 км на південний захід                                      | Південна Італія       | 2 x S                                           | S      |                                                                      |
| | міст да Рібейра де Одівелас                               | Рібейра де Одівелас                                  | Вілла Руїва                          | 1,5 км від Вілла Руїва                                           | Португалія            | ?                                               | S      | Декілька арок приховані під землею                                   |
| | міст де Арена                                             | ?                                                    | Монца                                | ?                                                                | Північна Італія       | 5,1 м                                           | S      |                                                                      |
| | міст Циклопів                                             | ?                                                    | Кантіано                             | c. 3 км на північ по Фламінієвій дорозі                          | Центральна Італія     | 3,7 м                                           | S      |                                                                      |
| | міст Ладроні                                              | В. д. Феррара                                        | Беневенто                            | 17 км на північний схід по Траяновій дорозі                      | Південна Італія       | 3 м; 10 м; 14 м                                 | ?      |                                                                      |
| | міст Ангелів                                              | Баккільоне                                           | Віченца                              | поблизу Церкви Ангелів                                           | Північна Італія       | 5 x M                                           | S      |                                                                      |
| | міст Диявола                                              | Фьюмаретта                                           | Санта-Марінелла                      | на Аврелієвій дорозі                                             | Італія                | 7 м                                             | S      |                                                                      |
| | міст Диявола                                              | Спалла Басса                                         | Кассіно                              | 0–12 км на південний захід                                       | Південна Італія       | 5,5 м                                           | S      |                                                                      |
| | міст Диявола                                              | Тітерно                                              | Кампобассо                           | ?                                                                | Південна Італія       | 1 x M                                           | S      |                                                                      |
| | міст Диявола                                              | ?                                                    | Блера                                | у каньйоні нижче міста                                           | Центральна Італія     | 3 x S                                           | S      |                                                                      |
| | міст Диявола                                              | ?                                                    | Манціана                             | на захід від озера Браччано                                      | Центральна Італія     | 7 м                                             | S      |                                                                      |
| | міст Диявола                                              | ?                                                    | Масса-Мартана                        | 13 км на північ по Фламінієвій дорозі                            | Центральна Італія     | 3,3 м                                           | S      |                                                                      |
| | міст дель Гран Касо                                       | Гран Касо                                            | Асколі-Пічено                        | 2 км на схід Соляній дорозі                                      | Центральна Італія     | 6 m                                             | M      |                                                                      |
| | міст дель Тірсо                                           | Тірсо                                                | Ористано                             | Сардинія                                                         | Італія                | Руїни                                           | ?      |                                                                      |
| | міст делл'Аббад'я                                         | Фьора                                                | Вульчі                               | 8 км на північ від Монтальто-ді-Кастро                           | Центральна Італія     | S; бл. 25 м; S                                  | L      |                                                                      |
| | міст делл'Аква                                            | ?                                                    | Фінале-Лігуре                        | у долині Пончі на дорозі Юліа Августа                            | Північна Італія       | 1 x S                                           | S      |                                                                      |
| | міст делл'Акворіа                                         | Ан'єн                                                | Тіволі                               | 1,2 км на захід                                                  | Італія                | 7 x S                                           | ?      |                                                                      |
| | міст Королеви                                             | Брембо                                               | Алменно                              | Лекко-Бергамо                                                    | Північна Італія       | 8 x M                                           | M-H    |                                                                      |
| | міст делла Рокка                                          | ?                                                    | Блера                                | 1 км на захід по Клодієвій дорозі                                | Центральна Італія     | 1 x S                                           | M      |                                                                      |
| | міст делла Скутелла                                       | Кавіньяно                                            | Асколі-Пічено                        | на Соляній дорозі                                                | Центральна Італія     | 10,8 м                                          | S      | є міст ді Солеста @ 42°51'30.62"N, 13°34'18.85"E                     |
| | міст делле К'янче                                         | струмок Буональберго                                 | Монтекальво-Ірпіно                   | 3,5 км на північний захід по Траяновій дорозі                    | Південна Італія       | 6 x M                                           | S      |                                                                      |
| | міст делле Фате                                           | ?                                                    | Фінале-Лігуре                        | у долині Пончі на дорозі Юлія Августа                            | Північна Італія       | 5.7 м; S                                        | M      |                                                                      |
| | міст делле Возе                                           | Возе                                                 | Фінале-Лігуре                        | у долині Пончі на дорозі Юлія Августа                            | Північна Італія       | 4–5 м                                           | S      |                                                                      |
| | міст детто делле П'янголе                                 | Метаурус                                             | ?                                    | регіон Пезаро                                                    | Центральна Італія     | 4 x M                                           | M      |                                                                      |
| | міст д'Арлі                                               | Тронто                                               | Арлі                                 | 14 км на захід від Асколі-Пічено по Соляній дорозі               | Центральна Італія     | 17 м                                            | M      | 42°47'53.29"N, 13°27'38.22"E                                         |
| | Міст Тиберія                                              | Мареккія                                             | Ріміні                               | на Емілієвій дорозі                                              | Центральна Італія     | 8,7 м; 8,9 м; 10,6 м; 8,9 м; 8,0 м              | S      |                                                                      |
| | міст Августа                                              | Нера                                                 | Нарні                                | 0,5 км на північ по Фламінієвій дорозі                           | Центральна Італія     | 19,6 м; 32.1 м; 18 м; 16 м                      | L      | найвищий римський транспортний міст                                  |
| | міст ді Агоста                                            | Ан'єн                                                | Агоста                               | 8 км на південь від Арсолі                                       | Італія                | 7 x S                                           | S      |                                                                      |
| | міст ді Кассіно                                           | Валле дель Рапідо                                    | Кассіно                              | бл. 3 км на північ                                               | Південна Італія       | 1 x S                                           | S      |                                                                      |
| | міст ді Каудіно                                           | Лоренціно                                            | Каудіно                              | Поблизу Арчевії                                                  | Центральна Італія     | 8 м                                             | S      |                                                                      |
| | міст ді Чекко                                             | Кастеллано                                           | Асколі-Пічено                        | на схід від входу до міста 42° 51′ 9.2″ N, 13° 35′ 9″ E          | Центральна Італія     | 14.5 m; 7.2 m                                   | H      |                                                                      |
| | міст ді Шатійон                                           | Марморе                                              | Шатійон                              | у місті                                                          | Північна Італія       | 15 м                                            | M      |                                                                      |
| | міст ді Корсо Вітторіо Емануеле                           | ?                                                    | Мілан                                | під Корсо Вітторіо Емануеле                                      | Північна Італія       | 2.6 м                                           | S      |                                                                      |
| | міст делла Конкордіа (Діоклетіана)                        | Метауро                                              | Фоссомброне                          | 2,5 км на південний захід                                        | Центральна Італія     | бл. 20 м                                        | L      |                                                                      |
| | міст ді Ф'юмічинетто                                      | Грессага                                             | С.Дона д. П'яве                      | на північ                                                        | Північна Італія       | 3 x бл. 7 м                                     | S      |                                                                      |
| | міст ді Фоссато ді Віко                                   | Регаліно                                             | Фоссато-ді-Віко                      | бл. 1.5 км на схід по Фламінієвій дорозі                         | Центральна Італія     | 1 x S                                           | S      |                                                                      |
| | міст ді Гавої                                             | ?                                                    | Гавої                                | на південний захід від Нуоро, Сардинія                           | Італія                | 5 x S-M                                         | S      | Зараз затоплений у водосховищі                                       |
| | міст ді Меццокаміно                                       | ?                                                    | Рим                                  | ?                                                                | Італія                | 1 x S                                           | S      |                                                                      |
| | малий міст ді Нона                                        | струмок Маррана                                      | Рим                                  | 12 км на схід по Віа Пренесте                                    | Італія                | 6 м                                             | S      |                                                                      |
| | великий міст ді Нона                                      | струмок Маррана                                      | Рим                                  | 12 км на схід по Віа Пренесте                                    | Італія                | S; 7 x 6 м; S                                   | L      |                                                                      |
| | міст ді Непі                                              | ?                                                    | Непі                                 | 42°14'28.24"N 12°20'43.26"E                                      | Центральна Італія     | 1 x S                                           | S      |                                                                      |
| | міст ді Пйорако                                           | ?                                                    | Пйорако                              | бл. 25 км на північний схід від Ночера-Умбра                     | Центральна Італія     | 1 x S                                           | S      |                                                                      |
| | міст ді Полленца                                          | ?                                                    | Полленца                             | 10 км на південний захід від Мачерати                            | Центральна Італія     | M; S                                            | S      |                                                                      |
| | міст ді Порта Капуччина                                   | Тронто                                               | Асколі-Пічено                        | північно-західний схід до міста 42°51'32.52"N, 13°34'17.06"E     | Центральна Італія     | 22.2 м                                          | L      |                                                                      |
| | міст ді Порта Ріміні                                      | Фолья                                                | Песаро                               | ?                                                                | Центральна Італія     | 28,7 м; 6,3 м                                   | M      |                                                                      |
| | міст ді Порта Туфілла                                     | Тронто                                               | Асколі-Пічено                        | північний вхід до міста 42°51'24.95"N, 13°34'41.91"E             | Центральна Італія     | 2 x M; S                                        | M      |                                                                      |
| | міст ді Промонтоньо                                       | ?                                                    | Промонтоньо                          | поблизу К'явенни                                                 | Північна Італія       | 1 x S                                           | M      |                                                                      |
| | міст ді Квінтодечимо                                      | Тронто                                               | Квінтодечимо                         | 24 км на захід від Асколі-Пічено по Соляній дорозі               | Центральна Італія     | 17,1 м                                          | M      |                                                                      |
| | міст ді Роді                                              | ?                                                    | ?                                    | острів Родос                                                     | Греція                | 2 x S                                           | S      |                                                                      |
| |                                                           | ?                                                    | Санта Джуіста                        | на дорозі від Отоки до Каралес, Сардинія                         | Італія                |                                                 |        |                                                                      |
| | Понтіманну                                                | ?                                                    | Сант'Антьоко                         | Сардинія                                                         | Італія                |                                                 |        |                                                                      |
| | міст ді Сан-Джованні-де-Бутріс                            | ?                                                    | Аккуаспарта                          | 1 км на південь по Фламінієвій дорозі                            | Центральна Італія     | 2 x 8,7 м                                       | S      |                                                                      |
| | міст ді Сан-Джуліано                                      | Рапідо                                               | Атіна                                | у місті                                                          | Південна Італія       | 2 x M                                           | M      |                                                                      |
| | міст ді Сант'Аркангело ді Романья                         | Усо                                                  | Ріміні                               | бл. 12 км на захід по Емілієвій дорозі                           | Північна Італія       | бл. 4 м                                         | S      |                                                                      |
| | міст ді Смірра                                            | ?                                                    | Аккуаланья                           | 2,0 км на південь по Фламінієвій дорозі                          | Центральна Італія     | 3,8 м                                           | S      |                                                                      |
| | міст ді Сперлонга                                         | ?                                                    | Сперлонга                            | поблизу Вілли Тиберія                                            | Південна Італія       | 4,7 м                                           | S      |                                                                      |
| | міст ді Терра                                             | фоссо ді Терра                                       | Рим                                  | 21 км на схід по Віа Пренесте                                    | Італія                | 4,9 м                                           | S      |                                                                      |
| | Траянів міст                                              | Метауро                                              | Фоссомброне                          | 5 км на південний захід по Фламінієвій дорозі                    | Центральна Італія     | 4 м; 11,3 м                                     | M      |                                                                      |
| | міст ді Тре Понті                                         | Понтінські болота                                    | Террачина                            | бл. 15 км на північний захід по Аппієвій дорозі                  | Південна Італія       | 2 x S                                           | S      |                                                                      |
| | міст ді Вінья Капоччіо                                    | фоссо ді Карано                                      | Веллетрі                             | 4 км на південний захід по Аппієвій дорозі                       | Італія                | 1 x S                                           | ?      |                                                                      |
| | Етруський міст                                            | ?                                                    | Сіджилло                             | 7,5 км на північ по Фламінієвій дорозі                           | Центральна Італія     | 4 м                                             | S      |                                                                      |
| | міст Фоннайя                                              | Найя                                                 | Аккуаспарта                          | 3 км на північ по Фламінієвій дорозі                             | Центральна Італія     | 3,4 м                                           | S      |                                                                      |
| | міст Фуро                                                 | Ретроне                                              | Віченца                              | поблизу Кампо Марціо                                             | Північна Італія       | 2 x 4,6 м                                       | S      |                                                                      |
| | міст Генга                                                | Сентіно                                              | Фабріано                             | 16 км на північний схід                                          | Центральна Італія     | 8 м                                             | M      |                                                                      |
| | міст Гроссо                                               | Бурано                                               | Кантіано                             | на північ по Фламінієвій дорозі                                  | Центральна Італія     | 2 x 7 м                                         | S      |                                                                      |
| | міст Гроссо а Понтериккіолі                               | фоссо делла Скеджо                                   | Скеджа-е-Пашелупо                    | 6 км на північ по Фламінієвій дорозі                             | Центральна Італія     | ? x 3,4 м                                       | S      |                                                                      |
| | міст Ладричіо                                             | Ізарко                                               | Фортецца                             | ?                                                                | Північна Італія       | ?                                               | ?      |                                                                      |
| | міст Лепросо                                              | Сабато                                               | Беневенто                            | бл. 1 км на південний захід, 41°7'53.15"N, 14°45'55.38"E         | Південна Італія       | 5 x S                                           | S      |                                                                      |
| | міст Лучано                                               | Ан'єн                                                | Тіволі                               | 3,5 км на захід по Тибуртинській дорозі                          | Італія                | 5 x S                                           | S      |                                                                      |
| | міст Лунго                                                | ?                                                    | Альбенга                             | по дорозі Юлія Августа                                           | Північна Італія       | 10 x 6,6-8,4 м                                  | S      |                                                                      |
| | міст Маммоло                                              | Ан'єн                                                | Рим                                  | 8 км на північний схід по Тибуртинській дорозі                   | Італія                | S; 16 м; S                                      | M      |                                                                      |
| | міст Мальо                                                | Боссо                                                | Кальї                                | 0,5 км на північ по Фламінієвій дорозі 43°33'0.79"N 12°39'1.10"E | Центральна Італія     | 11,7 м                                          | S      |                                                                      |
| | міст Марціо                                               | Серіо                                                | Горле                                | поблизу Бергамо                                                  | Північна Італія       | 3 x M                                           | S      |                                                                      |
| | міст Моліно                                               | Баккільоне                                           | Падуя                                | на північному сході міста                                        | Північна Італія       | 7,80 м; 8,86 м; 11,47 м; 8,51 м; 7,81 м         | S      | міст з сегментними арками                                            |
| | міст Наскоза                                              | ?                                                    | Чивітамаса                           | бл. 9 км на північний захід від Л'Аквіла по Цецилієвій дорозі    | Центральна Італія     | S                                               | S      |                                                                      |
| | міст Непесіно                                             | фоссо Черрето                                        | Непі                                 | 3 км на південь по Віа Амеріна                                   | Центральна Італія     | 4 x S                                           | S      |                                                                      |
| | міст Номентано                                            | Ан'єне                                               | Рим                                  | 6 км на північний схід по Номентанській дорозі                   | Італія                | S; L; S                                         | M      |                                                                      |
| | міст Петрео                                               | ?                                                    | Равенна                              | сбл 3 км на південь                                              | Північна Італія       | ?                                               | ?      |                                                                      |
| | міст Пікк'ято                                             | Міччино                                              | Орте                                 | 12 км на південний схід по Фламінієвій дорозі                    | Центральна Італія     | 11.5 m                                          | S      |                                                                      |
| | Кам'яний міст                                             | Адідже                                               | Верона                               | північно-східний кінець міста                                    | Північна Італія       | 5 x M                                           | S      |                                                                      |
| | Кам'яний міст                                             | Афвід                                                | Каноза-ді-Пулья                      | 5 км на захід по Траяновій дорозі                                | Південна Італія       | 2 прольоти                                      | ?      |                                                                      |
| | міст Піро                                                 | ?                                                    | Барбарано                            | 4 км на південний схід від Блери по Клодієвій дорозі             | Центральна Італія     | ?                                               | ?      |                                                                      |
| | міст у Тор-ді-Валле                                       | ?                                                    | Рим                                  | 10 км на південний захід по Остійській дорозі                    | Італія                | 1 x S                                           | S      |                                                                      |
| | міст у Торре Пасторе                                      | ?                                                    | Чивіта-Кастеллана                    | 0,3 км на північ від П.Ріторто                                   | Центральна Італія     | 3.1 м                                           | S      |                                                                      |
| | міст Пустерла                                             | Баккільоне                                           | Віченца                              | по дорозі Клавдія Августа                                        | Північна Італія       | 3 x M                                           | S      |                                                                      |
| | міст через річку Квартейра                                | Квартейра                                            | Падерні                              | Албуфейра                                                        | Португалія            |                                                 |        | міст був відбудований після землетрусу 1755 року                     |
| | міст Ріторто                                              | фоссо ді К'явелло                                    | Чивіта-Кастеллана                    | 4 км на схід по Фламінієвій дорозі                               | Центральна Італія     | 5,9 м                                           | S      |                                                                      |
| | Старий міст (Римський міст)                               | Мінью                                                | Оренсе                               | ?                                                                | Іспанія               | ?                                               |        |                                                                      |
| | Римський міст                                             | Манну Озієрі                                         | Траматца (Сардинія)                  | дорога від Форуму Траяна на Отоку в Сардинії                     | Італія                |                                                 |        |                                                                      |
| | Римський міст                                             | Гарафо                                               | Аквасанта                            | по Соляній дорозі                                                | Центральна Італія     | 10,5 м                                          | M      |                                                                      |
| | Римський міст                                             | Веліно                                               | Рієті                                | у місті                                                          | Центральна Італія     | ?                                               | S      |                                                                      |
| | міст Ротто (Поламаний)                                    | Карапелле                                            | Фоджа                                | 15 км на південний схід по Траяновій дорозі                      | Південна Італія       | 10 x S-M                                        | S      |                                                                      |
| | міст Ротто (Поламаний)                                    | Черваро                                              | Фоджа                                | 10 км на південь по Траяновій дорозі                             | Південна Італія       | 17 x S-M                                        | S      |                                                                      |
| Гравюра моста роботи Джованні Баттіста Піранезі, між 1754—1760 рр.                                                                                                 | Соляний міст                                              | Ан'єне                                               | Рим                                  | 5 км на північ по Соляній дорозі                                 | Італія                | 8,5 м; 26,7 м; 8,5 м                            | M      |                                                                      |
| | міст Самбуко                                              | ?                                                    | Рієті                                | на південь по Соляній дорозі                                     | Центральна Італія     | 1 x S                                           | S      |                                                                      |
| | міст Сан-Джорджіо                                         | ?                                                    | Арсолі                               | 3 км на північ по Via Valeria                                    | Італія                | 1 x S                                           | S      |                                                                      |
| | міст Сангвінаріо (Кровожерливий)                          | Тічино                                               | Сполето                              | під площею Гарібальді                                            | Центральна Італія     | S; 6.2 m; 6.8 m; S                              | S      |                                                                      |
| | міст Сангвінаро                                           | Сангвінаро                                           | Отриколі                             | 7 км на північний схід по Фламінієвій дорозі                     | Центральна Італія     | ?                                               | ?      |                                                                      |
| | міст Сан-Лоренцо                                          | Баккільйоне                                          | Падуя                                | на схід від міста                                                | Північна Італія       | 12,8 м; 14,4 м; 12,5 м                          | S      | міст з сегментними арками                                            |
| | міст Сан-Лоренцо                                          | ?                                                    | Буллікаме                            | 1 км на північний схід від Вітербо по Кассієвій дорозі           | Центральна Італія     | 1 x S                                           | S      |                                                                      |
| | міст Сан-Маттео                                           | Баккільйоне                                          | Падуя                                | на схід від міста                                                | Північна Італія       | ?                                               | ?      |                                                                      |
| | міст Сан-Ніколао                                          | ?                                                    | Вітербо                              | на Кассієвій дорозі                                              | Центральна Італія     | 1 x M                                           | S      |                                                                      |
| | міст Сан-Віто                                             | Узо                                                  | Ріміні                               | 10 ка на захід по Емілієвій дорозі                               | Північна Італія       | 1 x S                                           | S      |                                                                      |
| | міст Сардоне                                              | ?                                                    | Палестрина                           | 0,7 км на південний схід по Віа Пренеста                         | Італія                | ?                                               | ?      |                                                                      |
| | міст Скутоніко                                            | ?                                                    | Арсолі                               | 2 км на південь по Via Valeria                                   | Італія                | 1 x S                                           | S      |                                                                      |
| | міст Содо                                                 | Валчетта                                             | Вейї                                 | на північній околиці                                             | Італія                | ?                                               | ?      |                                                                      |
| | міст Спіано                                               | Фонтурче                                             | Сіджилло                             | 6 км на північ по Фламінієвій дорозі                             | Центральна Італія     | 3,25 м                                          | S      |                                                                      |
| | міст на Адді                                              | Адда                                                 | Ольджинате                           | на південь від Лекко                                             | Північна Італія       | 4,8 м                                           | S      |                                                                      |
| | міст на Каналат                                           | Каналат                                              | Чеджа                                | ?                                                                | Північна Італія       | 8,3 м; 7,4 м; 6,8 м                             | S      |                                                                      |
| | міст на Лемене                                            | Лемене                                               | Конкордія-Саджиттарія                | ?                                                                | Північна Італія       | ?                                               | S      |                                                                      |
| | міст на Манну                                             | Манну                                                | Порто-Торрес, Сардинія               | на захід від міста                                               | Італія                | 5,4 м; 5,4 м; 3 м; 5,3 м; 5,2 м; 12,5 м; 19,5 м | M      |                                                                      |
| | міст на Фоссо делла Мола                                  | Фоссо делла Мола                                     | Непі                                 | 2 км на схід                                                     | Центральна Італія     | 1 x M                                           | S      |                                                                      |
| | міст на Фоссо Тре Понті                                   | Фоссо Тре Понті                                      | Непі                                 | 4 км на північ по Via Amerina                                    | Центральна Італія     | 4,6 м                                           | M      |                                                                      |
| | міст на Фратта                                            | Фратта                                               | Орте                                 | 13 км на південний схід по Фламінієвій дорозі                    | Центральна Італія     | ?                                               | ?      |                                                                      |
| | міст на Натісоне                                          | Натісоне                                             | Аквілея                              | ?                                                                | Північна Італія       | 1 x S                                           | S      | 45°46'24.08"N, 13°22'11.30"E                                         |
| | міст на Афвіді                                            | Афвід                                                | Каноза-ді-Пулья                      | 5 км на захід по Траяновій зорозі                                | Південна Італія       | 7 x S-M                                         | S      |                                                                      |
| | міст на Рено                                              | Рено                                                 | Болонья                              | на Емілієвій дорозі                                              | Північна Італія       | ?                                               | ?      |                                                                      |
| | міст на Ріо делла Торре                                   | Ріо делла Торре                                      | Сан-Лоренцо-аль-Маре                 | на дорозі Юлія Августа                                           | Північна Італія       | 4 м                                             | S      |                                                                      |
| | міст на Рубіконі                                          | Рубікон                                              | Савіньяно-суль-Рубіконе              | на Емілієвій дорозі                                              | Північна Італія       | 3 x 6,2 м                                       | S      |                                                                      |
| | Ponte sul Savuto                                          | Savuto                                               | Scigliano                            | Via Popilia (or Annia)                                           | Південна Італія       | 20.5 m                                          | M      |                                                                      |
| | міст на Тибрі                                             | Тибр                                                 | Сільяно                              | ?                                                                | Центральна Італія     | ?                                               | ?      |                                                                      |
| | міст на Треї                                              | Трея                                                 | Чивіта-Кастеллана                    | 5 км на північний схід по Фламінієвій дорозі                     | Центральна Італія     | ?                                               | ?      |                                                                      |
| | міст на Аусі                                              | Ауса                                                 | Ріміні                               | поблизу Арки Августа                                             | Центральна Італія     | S; M                                            | S      |                                                                      |
| | Міст на Дорі                                              | Дора-Балтеа                                          | Івреа                                | у місті                                                          | Північна Італія       | L; M; S                                         | M      |                                                                      |
| | міст Таверна                                              | Бурано                                               | Кальї                                | 0,5 км на південь по Фламінієвій дорозі                          | Центральна Італія     | 4,8 м; 16,2 м                                   | ?      |                                                                      |
| | міст Торо (Бика)                                          | ?                                                    | Терні                                | 6 км на північний схід по Фламінієвій дорозі                     | Центральна Італія     | 9 м                                             | S      |                                                                      |
| | міст Туфаро                                               | ?                                                    | Беневенто                            | бл. 10 км на південний захід                                     | Південна Італія       | 3 x S                                           | S      |                                                                      |
| | міст Валентино                                            | Калоре                                               | Беневенто                            | 5 км на схід по Траяновій дорозі 41° 8'45.29"N, 14°49'51.08"E    | Південна Італія       | 15 м; 18 м; 15 м                                | M      |                                                                      |
| | Старий міст                                               | ?                                                    | Рапалло                              | у місті                                                          | Північна Італія       | 1 x M                                           | S      |                                                                      |
| | міст Вораджине                                            | ?                                                    | Скеджа-е-Пашелупо                    | 3 км на північ по Фламінієвій дорозі                             | Центральна Італія     | 3 м                                             | S      |                                                                      |
| | міст Еццу                                                 | Манну                                                | Оцієрі                               | Сардинія                                                         | Італія                |                                                 |        |                                                                      |
| | Фертіліа                                                  | Альгеро                                              | Сардинія                             | Італія                                                           |                       |                                                 |        |                                                                      |
| | міст Еццу (Старий міст)                                   | Морес                                                | Сардинія                             | Італія                                                           |                       |                                                 |        |                                                                      |
| | Перший міст                                               | фоссо (струмок) ді Санта Марія Моргана               | Санта-Марінелла                      | на Арелієвій дорозі                                              | Італія                | 1 x S                                           | S      |                                                                      |
| | Другий міст                                               | фоссо (струмок) ді Санта Марія Моргана               | Санта-Марінелла                      | на 60,9 км Аврелієвої дороги                                     | Італія                | 1 x S                                           | S      |                                                                      |
| | Перший міст                                               | Топіно (старе русло), з 13-го ст. — канал деї Моліні | Фоліньйо                             | Віа Аугусто Боллетта                                             | Центральна Італія     | 4 x S                                           | S      |                                                                      |
| | Другий міст або «міст Цезаря»                             | Топіно (старе русло), з 13-го ст. — канал деї Моліні | Фоліньйо                             | Віа Фелічіано Скарпелліні                                        | Центральна Італія     | 7 x S                                           | S      |                                                                      |
| | Третій міст                                               | Топіно (старе русло), з 13-го ст. — канал деї Моліні | Фоліньйо                             | Віа Сан Джованні делл'Аква                                       | Центральна Італія     | 9 м; 9 м; 10 м; 9 м                             | S      |                                                                      |
| | Четвертий міст                                            | Топіно (старе русло), з 13-го ст. — канал деї Моліні | Фоліньйо                             | Віа Мадонна делле Граціє                                         | Центральна Італія     | 8 м; 10 м; 8 м                                  | S      |                                                                      |
| | Перший міст                                               | ?                                                    | Гуальдо-Тадіно                       | поблизу міста                                                    | Центральна Італія     | бл. 4 м                                         | M      |                                                                      |
| | Другий міст долини Кваццола                               | ?                                                    | Куїліано                             | поблизу Риккіні                                                  | Північна Італія       | 6 м                                             | S      |                                                                      |
| | Третій міст долини Кваццола                               | ?                                                    | Куїліано                             | через 2 км від Другого мосту                                     | Північна Італія       | бл. 6 м                                         | S      |                                                                      |
| | Четвертий міст долини Кваццола                            | ?                                                    | Куїліано                             | спільнота Вольта                                                 | Північна Італія       | ?                                               | ?      |                                                                      |
| | П'ятий міст долини Кваццола                               | ?                                                    | Куїліано                             | Колле суль Ріо дель Скарроні                                     | Північна Італія       | ?                                               | ?      |                                                                      |
| | Шостий міст долини Кваццола                               | ?                                                    | Куїліано                             | Ріо дель Галло                                                   | Північна Італія       | ?                                               | ?      |                                                                      |
| | Перший міст долини Пончі                                  | ?                                                    | Фінале-Лігуре                        | У долині Пончі на дорозі Юлія Августа                            | Північна Італія       | 1 x S                                           | S      |                                                                      |
| | Четвертий міст долини Пончі                               | ?                                                    | Фінале-Лігуре                        | У долині Пончі на дорозі Юлія Августа                            | Північна Італія       | ?                                               | ?      |                                                                      |
| | Понтетто (місток)                                         | ?                                                    | Лоано                                | на дорозі Юлія Августа                                           | Північна Італія       | 1 x S                                           | S      |                                                                      |
| | Понтічелло (міст)                                         | ?                                                    | Беневенто                            | на сході міста                                                   | Південна Італія       | 1 x M                                           | M      |                                                                      |
| | Понтічелло                                                | ?                                                    | Кантіано                             | 0,2 м на північ від моста ді Ціклопі                             | Центральна Італія     | 1 x S                                           | S      |                                                                      |
| | міст делл'Аббаціа                                         | Кандільяно                                           | Аккуаланья                           | 4 км на північ пл Фламінієвій дорозі                             | Центральна Італія     | 2,1 м; 2,8 м                                    | S      |                                                                      |
| | міст ді Касе Нуове                                        | ?                                                    | Аккуаланья                           | на північ по Фламінієвій дорозі                                  | Центральна Італія     | 1,4 м                                           | S      |                                                                      |
| | міст ді Ізернія                                           | ?                                                    | Ізернія                              | ?                                                                | Південна Італія       | 1 x M                                           | S      |                                                                      |
| | міст на Селіно                                            | Селіно                                               | Селінунт                             | поблизу Кастельветрано, Сицилія                                  | Південна Італія       | 1 x S                                           | S      |                                                                      |
| Puente del Bibey | міст дел Бібе                                             | Бібе                                                 | Пуебла де Трівес                     | бл. 8 км у напрямку Petín                                        | Іспанія               | 6,1 м; 18,5 м; 8,8 м                            | L      |                                                                      |
| | міст де Алардос                                           | Алардос                                              | Мадрігаль-де-ла-Вера                 | ?                                                                | Іспанія               | 22,8 м                                          | M      |                                                                      |
| | міст де Албаррегас                                        | Албаррегас                                           | Мерида                               | північно-західний вхід до міста                                  | Іспанія               | 1,3 м; 1,7 м; 3 x 5 м                           | S      |                                                                      |
| | Алькантарський міст                                       | Тагус                                                | Толедо                               | східний під'їзд до міста                                         | Іспанія               | 16 м; 28,3 м                                    | L      |                                                                      |
| | міст Алькантарілья                                        | Саладо де Моран                                      | Утрера                               | 32 км на південний схід від Севільї                              | Іспанія               | 5,4 м; 5,7 м                                    | S      |                                                                      |
| | міст Кангас-де-Оніс                                       | Селья                                                | Кангас-де-Оніс                       | ?                                                                | Іспанія               | 7,7 м; 21,6 м; 9,5 м; 6,8 м; 4,3 м; 3,6 м       | M      | Три головні арки — стрільчасті. Міст початково датується 2 ст. н. е. |
| | міст де Капарра                                           | Амброс                                               | Пласенсія                            | 20 км на північ                                                  | Іспанія               | 8,7 м; 9,2 м                                    | S      |                                                                      |
| | міст де Кармона                                           | ?                                                    | Кармона                              | 28 км на схід від Севільї                                        | Іспанія               | 4 м; 4 м; 5 м; 4 м                              | S      |                                                                      |
| | Римський міст                                             | Тамега                                               | Шавеш                                | в місті                                                          | Португалія            | бл. 13 x S                                      | S      |                                                                      |
| | міст Ель Гарро                                            | Альмонте                                             | Альконетар                           | зараз затоплений                                                 | Іспанія               | ?                                               | ?      |                                                                      |
| | міст Гуальямінос                                          | Гуальямінос                                          | Вільянуева-де-ла-Вера                | ?                                                                | Іспанія               | 18,6 м                                          | S      |                                                                      |
| | міст е Гуіхо де ла Гранаділья                             | Алагон                                               | Пласенсія                            | бл. 20 км на північ                                              | Іспанія               | 19,1                                            | M      |                                                                      |
| | міст де Ентрабасагуас                                     | Панкрудо                                             | Луко-де-Хілока                       | ?                                                                | Іспанія               | 5,4 м; 11,2 м; 5,4 м                            | S      |                                                                      |
| |                                                           | Хілока                                               | Каламоча                             | ?                                                                | Іспанія               | 7,7 м                                           | S      |                                                                      |
| | міст де Лумб'єр                                           | Іраті                                                | Лумб'єр                              | біля Хос де Лумб'єр                                              | Spain                 | 1 x M                                           | L      |                                                                      |
| | міст де Медельїн                                          | Гвадіана                                             | Медельїн                             | 35 км на схід від Мериди                                         | Іспанія               | 28 x 12 м                                       | S      |                                                                      |
| | міст де Муністрол                                         | Льобрегат                                            | Муністрол-да-Монсаррат               | у місті                                                          | Іспанія               | 37 м; 27 м; 17 м; 12 м                          | M      |                                                                      |
| | міст де Орбіго                                            | Ріо Орбіго                                           | Орбіго                               | ?                                                                | Іспанія               | >5 x S                                          | S      |                                                                      |
| | Кам'яний міст                                             | Ебро                                                 | Сарагоса                             | у місті                                                          | Іспанія               | ?                                               | ?      |                                                                      |
| | Кам'яний міст                                             | Сегре                                                | Льєйда                               | у місті                                                          | Іспанія               | ?                                               | ?      |                                                                      |
| | міст дн Пуебла де Трівес                                  | Ксарес                                               | Пуебла де Трівес                     | поблизу Mendoya                                                  | Іспанія               | 7 м                                             | S      |                                                                      |
| | Сегурський міст                                           | Ергес/Ер'яс                                          | Сегура                               | 1 км на південь                                                  | Португалія/ Іспанія   | 7 м; 7 м; 10 м; 7 м                             | M      |                                                                      |
| | міст де Сен-Венсан                                        | Чилліан                                              | Сен-Венсан                           | 1 км на схід                                                     | Північна Італія       | 9,7 м; 3,1 м                                    | S      |                                                                      |
| | міст у Санта-Колома                                       | Гран-Валіра                                          | Санта-Колома                         | 3 км на південь від Андорра-ла-Велья                             | Андорра               | S; M                                            | S      |                                                                      |
| | міст Трьох мостів                                         | Задорра                                              | Іруна                                | 9 км на захід від Віторія-Гастейс                                | Іспанія               | 13 x S                                          | S      |                                                                      |
| | міст у Вілья-дель-Ріо                                     | Саладо де Поркуна                                    | Вілья-дель-Ріо                       | 10 км на схід від Монторо                                        | Іспанія               | 3 м; 9,1 м; 3,6 м                               | S      |                                                                      |
| | міст у Вільодас                                           | Задорра                                              | Вільодас                             | бл. 12 км на захід від Віторія-Гастейс                           | Іспанія               | 10 x S                                          | S      |                                                                      |
| | міст Диявола                                              | Льобрегат                                            | Мартурель                            | східна околиця міста                                             | Іспанія               | бл. 16 м; 37,3 м                                | L      |                                                                      |
| | міст через Хандулар                                       | Хандулар                                             | Андухар                              | 5 км на захід                                                    | Іспанія               | 7 x 5.1 м; 2-3 x S                              | S      |                                                                      |
| | міст у Вадільйо                                           | Тамуха                                               | Вадільйо                             | 30 км на схід від Касереса                                       | Іспанія               | 1 x M                                           | S      |                                                                      |
| | міст де ла Сігаросса                                      | Сіль                                                 | Петін                                | у місті                                                          | Іспанія               | 8 м; 10 м; 4 м; 19 м; 10 м                      | S      |                                                                      |
| | міст де ла Дончелла                                       | Амброз                                               | Пласенсія                            | бл. 40 км на північ                                              | Іспанія               | 9.3 м                                           | S      |                                                                      |
| | міст Лінарес                                              | Ліміа                                                | Банде                                | на дорозі Банде-Поркуера                                         | Іспанія               | 7,5 м; 7 м + (2 x S)                            | S      |                                                                      |
| Пуенто Моко в Алколеа (Кордова) | міст Моко                                                 | Гваладмеллато                                        | Кордова                              | 10 км на схід                                                    | Іспанія               | 10 x 4,5-6,6 м                                  | S      |                                                                      |
| | Римський міст                                             | Гвадалківір                                          | Кордова                              | у місті                                                          | Іспанія               | 16 x 7,9–12 м                                   | S      |                                                                      |
| | Римський міст                                             | Гвадіана                                             | Мерида                               | південний в'їзд до міста                                         | Іспанія               | 62 x 5,6-11,6 м                                 | S      |                                                                      |
| | Римський міст                                             | Тормес                                               | Саламанка                            | у місті                                                          | Іспанія               | 15 x 9,4-9,7 м                                  | S      |                                                                      |
| | Понт Велл                                                 | Флувіа                                               | Бесалу                               | 30 км на північний захід від Жирони                              | Іспанія               | ?                                               | ?      |                                                                      |
| | міст через Пенкалас                                       | Кокачай (Пенкалас)                                   | Айзаной (стародавнє місто)           | Чавдархісар                                                      | Туреччина             | бл. 3,9 м; 5,2 м; 6,5 м; 5,2 м; бл. 3,9 м       | S      |                                                                      |
| міст у 1992 | міст через Пенкалас                                       | Кокачай (Пенкалас)                                   | Айзаной (стародавнє місто)           | Чавдархісар                                                      | Туреччина             | 5 x S                                           | S      |                                                                      |
| | Римський міст                                             | Гранік                                               | Біга                                 | через Гранік                                                     | Туреччина             | ?                                               | ?      |                                                                      |
| | Римський міст                                             | ?                                                    | Ергирдир                             | ?                                                                | Туреччина             | ?                                               | ?      |                                                                      |
| | міст Сабріна                                              | Карабудак                                            | Зімара                               | ?                                                                | Туреччина             | ?                                               | ?      |                                                                      |
| | міст через Сангаріус                                      | Сакарья (Сангаріус)                                  | Ізміт                                | 4 км на захід від Адапазари                                      | Туреччина             | 8-12 x M                                        | S      |                                                                      |
| | міст через Зауер                                          | Зауер                                                | Вассербілліг                         | ?                                                                | Люксембург            | ?                                               | ?      |                                                                      |
| | Селінський міст                                           | Бергама Чай (Селінус)                                | Пергам                               | ?                                                                | Туреччина             | 2 x 11,4 м                                      | S      |                                                                      |
| | Пергамський міст                                          | Бергама Чай (Селінус)                                | Пергам                               | під храмом Серапіса (Червона зала)                               | Туреччина             | 2 x 9 m                                         | S      | найбільший стародавній міст-підструктура                             |
| | міст Септимія Севера                                      | Cendere Çayı                                         | Кахта                                | 41 км на схід від Адиямана                                       | Туреччина             | 34,2 м                                          | L      |                                                                      |
| | міст через Шкумбі                                         | Шкумбі                                               | Топкіас                              | поблизу Шеньян                                                   | Албанія               | 17 x S                                          | ?      |                                                                      |
| | міст Санкт-Діонісен                                       | Муруфер                                              | Санкт-Діонісен                       | між Санкт-Діонісен та Обердорф                                   | Австрія               | 1 x S                                           | S      |                                                                      |
| | Кам'яний міст                                             | Сейхан                                               | Адана                                | ?                                                                | Туреччина             | 21 x S                                          | S      |                                                                      |
| | міст Сузегана                                             | ?                                                    | Сузегана                             | у фраціоне Колфоско на дорозі Клавдія Августа                    | Північна Італія       | 5.3 m                                           | S      | міст з сегментними арками                                            |
| | міст Віла Формоза                                         | Седа                                                 | Алтер-ду-Шао                         | 10 км на захід                                                   | Португалія            | 6 x бл. 9,6 м                                   | S      |                                                                      |
| | Viadotta di Valle Ariccia                                 | Valle Ariccia                                        | Рим                                  | 27 км на південний схід по Аппієвій дорозі                       | Італія                | 3 x S                                           | S      |                                                                      |
| | віадук на Аврелієвій дорозі                               | ?                                                    | Рим                                  | Міст Честіо-Янікул                                               | Італія                | 1 x S                                           | ?      |                                                                      |
| | віадук через фоссо ді Понте Терра                         | фоссо ді Понте Терра                                 | Сан-Вітторіно                        | 1 км на північний схід                                           | Італія                | 4 x M                                           | M      |                                                                      |
| | Волтарелла                                                | ?                                                    | Чивіта-Кастеллана                    | 5 км на північний схід по Фламінієвій дорозі                     | Центральна Італія     | 3.1 m                                           | S      |                                                                      |
| | Білий міст                                                | Біга (Гранікус)                                      | ?                                    | дорога до Галліполі                                              | Туреччина             | S; S; 4 x M; S; S                               | ?      | розграбований заради матеріалу 19-му ст.                             |
| | Піра Делал (букв. — Кам'яний міст)                        | Малий Хабур                                          | Заху                                 | в місті                                                          | Ірак                  | S; L; S                                         | L      |                                                                      |
| | ?                                                         | Arapgir Çayı                                         | Корпанік                             | 3 км на схід                                                     | Туреччина             | 30 м                                            | ?      |                                                                      |
| | ?                                                         | Езопус                                               | Лаодікея                             | ?                                                                | Туреччина             | 8,0 м; 12,3 м; 7,1 м                            | M      |                                                                      |
| | ?                                                         | Бю                                                   | Ганагобі                             | західний берег Дюранс, на південь від Сістерона                  | Франція               | ?                                               | ?      |                                                                      |
| | ?                                                         | Ескуте                                               | Вів'є (Ардеш)                        | ?                                                                | Франція               | ?                                               | ?      |                                                                      |
| | ?                                                         | фоссо дель Джардінетто                               | Рим                                  | 11 км на схід по Віа Лабікана                                    | Італія                | 5,7 м                                           | S      |                                                                      |
| | ?                                                         | фоссо делла Валкетта                                 | Кастел Джубілео                      | 0,25 км на північ                                                | Італія                | 2 x 7 м                                         | S      |                                                                      |
| | ?                                                         | фоссо ді Палідоро                                    | Палідоро                             | під сільським (фермерським) будинком                             | Італія                | 2 x S                                           | ?      |                                                                      |
| | ?                                                         | фоссо ді Валлемпліче                                 | Санта-Марінелла                      | на Аврелієвій дорозі                                             | Італія                | 1 x S                                           | S      |                                                                      |
| | ?                                                         | фоссо Малафеде                                       | Остія Антика                         | 9 км на північний схід по Остійській дорозі                      | Італія                | 2 x S                                           | S      |                                                                      |
| | ?                                                         | Гьоксу (Калікаднус)                                  | Сіліфке                              | ?                                                                | Туреччина             | 5 x бл. 17 м; 2 x 4,3 м                         | S      |                                                                      |
| | ?                                                         | Гвадіана                                             | Мертола                              | ?                                                                | Португалія            | ?                                               | ?      |                                                                      |
| | ?                                                         | Марсяс                                               | Інкекемер                            | ?                                                                | Туреччина             | 3 x M                                           | M      |                                                                      |
| | ?                                                         | Nahr er Rukkad                                       | ?                                    | на захід від Босри                                               | Сирія                 | 8 прольотів                                     | ?      |                                                                      |
| | ?                                                         | Ніл                                                  | Асуан                                | ?                                                                | Єгипет                | ?                                               | ?      |                                                                      |
| | ?                                                         | Нумікус                                              | Остія Антіка                         | 2 км на південний схід по Севериновій дорозі                     | Центральна Італія     | 3 x S                                           | S      |                                                                      |
| | ?                                                         | Сабун-Сойю                                           | Алеппо                               | 70 км на північ                                                  | Сирія                 | 3,8 м; 8,4 м; 10 м; 9,8 м; 8,2 м; 3,8 м         | M      |                                                                      |
| | ?                                                         | Сабун-Сойю                                           | Алеппо                               | Кир-Ґазіантеп                                                    | Сирія                 | 4,2 м; 9,3 м; 4,7 м                             | S      |                                                                      |
| | ?                                                         | ваді Сувейда                                         | Ас-Сувейда                           | на північ від Босри                                              | Сирія                 | 1 прольот                                       | ?      |                                                                      |
| | ?                                                         | ваді Зейді                                           | ель-Талі'а                           | на захід від Босри                                               | Сирія                 | 2 x S                                           | S      |                                                                      |
| | ?                                                         | Єшильирмак (Ірис)                                    | Амасья                               | ?                                                                | Туреччина             | ?                                               | ?      |                                                                      |
| | ?                                                         | ?                                                    | Антак'я                              | на північ від Антак'ї                                            | Туреччина             | 1 x S                                           | L      |                                                                      |
| | ?                                                         | ?                                                    | Кірелі                               | ?                                                                | Туреччина             | ?                                               | ?      |                                                                      |
| | ?                                                         | ?                                                    | Кодана                               | на захід від Босри                                               | Сирія                 | 3 прольоти                                      | ?      |                                                                      |
| | ?                                                         | ?                                                    | Сетте Вене                           | 15 км на північ від Вейї по Кассієвій дорозі                     | Центральна Італія     | 1 x S                                           | ?      |                                                                      |

## Повністю чи частково дерев'яні мости
Дерев'яний міст являє собою структуру, що складається цілком з дерева, а міст з кам'яними опорами має дерев'яну надбудову, яка спирається на кам'яні стовпи. Строго кажучи, багато мостів другого типу слід швидше назвати «мостами з бетонними опорами», оскільки римляни надавали перевагу використанню римського цементу (лат. opus caementicium) для побудови своїх опор мостів (в цих випадках використання каменю обмежувалось облицюванням). Обидва типи мостів, дерев'яні мости і мости з кам'яними/бетонними стовпами, перераховані в цій одній категорії тому, що історично, із зміцненням Римської влади на новозавойованих провінціях, дерев'яні мости часто замінювали мостами з міцними опорами.
| Зображення                                         | Назва                                | Річка                      | Місто                                 | Країна            | Прольоти         | Коментар                                                           |
| -------------------------------------------------- | ------------------------------------ | -------------------------- | ------------------------------------- | ----------------- | ---------------- | ------------------------------------------------------------------ |
| Рельєф на Траянській колоні                        | Траянів міст (або міст Аполлодоруса) | Дунай                      | Дробета-Турну-Северин/Кладово         | Румунія/ Сербія   | 21 x >30 м       | Бетонні колони; найдовший арковий міст протягом понад тисячі років |
| «Рейнський міст Цезаря», роботи Джона Соана (1814) | Рейнські мости Цезаря                | Рейн                       | Кобленц                               | Німеччина         | бл. 26 прольотів |                                                                    |
|                                                    | міст Честерс                         | Північна Тайн              | римський форт Чивурнум (біля Честерс) | Англія            | 4 x S            | можливо арки були кам'яними                                        |
|                                                    | Костянтинів міст                     | Дунай                      | Корабія                               | Румунія/ Болгарія | ?                | бетонні колони                                                     |
|                                                    | міст Корнеліуса Фускуса              | Дунай                      | Орля                                  | Румунія/ Болгарія | ?                | повністю дерев'яний                                                |
|                                                    | міст Юстиніана                       | Шиберіс                    | Сікеон                                | Туреччина         | 8 x 5.4-9.6 м    |                                                                    |
|                                                    | Лондонський міст                     | Темза                      | Лондон                                | Англія            | ?                |                                                                    |
|                                                    | римський міст Пірсбрідж              | Тіс                        | Пірсбрідж                             | Англія            | ?                |                                                                    |
|                                                    | лат. Pons Aelius                     | Тайн                       | Ньюкасл-апон-Тайн                     | Англія            | ?                |                                                                    |
| Малюнок 1881 р.                                    | Свайний міст (лат. Pons Sublicius)   | Тибр                       | Рим                                   | Італія            | ?                |                                                                    |
|                                                    | Тіренський міст                      | Гарільяно                  | Мінтурно                              | Італія            | ?                |                                                                    |
|                                                    | Римський міст                        | Мозель                     | Трір                                  | Німеччина         | ?                | арки додані у Середньовіччі                                        |
| Прикрашене зображення з 1608 року. Вид з півночі   | Римський міст                        | Рейн                       | Кельн                                 | Німеччина         | 20 прольотів     |                                                                    |
| Сучасна табличка про римський міст                 | Римський міст                        | Рейн                       | Майнц                                 | Німеччина         | ?                | вперше збудований бл. 30 р.н. е.                                   |
|                                                    | ?                                    | Чурн (перша притока Темзи) | Сайренсестер                          | Англія            | ?                |                                                                    |
|                                                    | ?                                    | Іден                       | Гіссоп Хоум Велл                      | Англія            | ?                |                                                                    |
|                                                    | ?                                    | Форт                       | ?                                     | Шотландія         | ?                |                                                                    |
|                                                    | ?                                    | Іртінг                     | Віллоуфорд                            | Англія            |                  | можливо кам'яні арки                                               |
|                                                    | ?                                    | Kelvin                     | Саммерстон                            | Шотландія         | ?                |                                                                    |
|                                                    | ?                                    | Луара                      | Орлеан                                | Франція           | ?                |                                                                    |
|                                                    | ?                                    | Луара                      | ?                                     | Франція           | ?                |                                                                    |
|                                                    | ?                                    | Реде                       | Елішоу                                | Англія            | ?                |                                                                    |
|                                                    | ?                                    | Реде                       | Райзінгем                             | Англія            | ?                |                                                                    |
|                                                    | ?                                    | Рона                       | Женева                                | Швейцарія         | ?                |                                                                    |
|                                                    | ?                                    | Сона                       | ?                                     | Франція           | ?                |                                                                    |
|                                                    | ?                                    | Сена                       | Париж                                 | Франція           | ?                |                                                                    |
|                                                    | ?                                    | Тіс                        | Паунтіс Брідж                         | Англія            | ?                |                                                                    |
|                                                    | ?                                    | Трент                      | Кромвел                               | Англія            | ?                | ймовірно з 8-го ст., а не римський                                 |
|                                                    | ?                                    | Тайн                       | Корбрідж                              | Англія            | 6-11 x S         | можливо мав кам'яні арки                                           |
|                                                    | ?                                    | Вір                        | Бінчестер                             | Англія            | ?                |                                                                    |
|                                                    | ?                                    | ?                          | Ганвік Джилл                          | Англія            | ?                |                                                                    |
|                                                    | ?                                    | Фліт                       | Лондон, Ньюгейт                       | Англія            | ?                |                                                                    |
|                                                    | ?                                    | ?                          | Волесі                                | Англія            | ?                |                                                                    |
|                                                    | ?                                    | Нене                       | Вотер Ньютон                          | Англія            | ?                |                                                                    |
|                                                    | ?                                    | Северн                     | Роксетер                              | Англія            | ?                |                                                                    |
|                                                    | ?                                    | Харт Берн                  | Ротлі                                 | Англія            | ?                |                                                                    |
|                                                    | ?                                    | Тайн                       | Байвел                                | Англія            | >=5              | підвалини зруйновані 1836 р.                                       |
|                                                    | ?                                    | Вайнсбек                   | поблизу Марліша                       | Англія            | ?                |                                                                    |
|                                                    | ?                                    | Харт Берн                  | Хартберн                              | Англія            | ?                | діри від свай на NZ088866                                          |
|                                                    | ?                                    | Південна Тайн              | Андербенк                             | Англія            | ?                | опора арки на NY699493                                             |

## Понтонні мости
Для річкових переходів, як альтернативу поромним послугам, римська армія часто використовувала понтонні мости, поряд з дерев'яними конструкціями. Зазвичай вони складалися з човнів, зв'язаних разом, з носами, спрямованим у бік течії. Постійні мости з човнів також звичайно створювались і для цивільних перевезень.
| Характер       | Річка               | Місто                              | Країна         | Коментар                                                              |
| -------------- | ------------------- | ---------------------------------- | -------------- | --------------------------------------------------------------------- |
| Понтонний міст | Дунай               | Костолац                           | Сербія         |                                                                       |
| Понтонний міст | Дунай               | Турну-Северин                      | Румунія/Сербія |                                                                       |
| Понтонний міст | Сакар'я (Сангаріус) | Адапазари, 4 км на південний захід | Туреччина      | Замінений мостом з кам'яними арками в царювання Юстиніана I (527—565) |

## Мости акведуків
.
| Зображення                                     | Напрямок (місто)                    | Назва                                  | Країна          | Довжина моста  | Загальна довжина акведука | Коментар                                          |
| ---------------------------------------------- | ----------------------------------- | -------------------------------------- | --------------- | -------------- | ------------------------- | ------------------------------------------------- |
|                                                | Екс-ан-Прованс                      | ?                                      | Франція         | ?              | ?                         |                                                   |
|                                                | Алабанда (стародавнє місто)         | ?                                      | Туреччина       | ?              |                           |                                                   |
|                                                | Алатрі                              | ?                                      | Італія          | ?              | ?                         |                                                   |
|                                                | Альканадре                          | ?                                      | Іспанія         | ?              |                           |                                                   |
|                                                | Алінда (стародавнє місто)           | ?                                      | Туреччина       | ?              |                           |                                                   |
|                                                | Альмуньєкар                         | ?                                      | Іспанія         | ?              |                           |                                                   |
|                                                | Ансіньян                            | ?                                      | Франція         | ?              |                           |                                                   |
|                                                | Антіб                               | Ла Булід                               | Франція         | ?              |                           |                                                   |
|                                                | Антіб                               | Ла Фонв'єй                             | Франція         | ?              |                           |                                                   |
|                                                | Антіохія                            | ?                                      | Туреччина       | ?              |                           |                                                   |
|                                                | Анціо                               | ?                                      | Італія          | ?              | ?                         |                                                   |
|                                                | Аоста                               | міст д'Ель                             | Італія          | ?              |                           |                                                   |
|                                                | Арль                                | Барбегал, Фонв'єй                      | Франція         | ?              |                           |                                                   |
|                                                | Аспендос                            | ?                                      | Туреччина       | ?              |                           |                                                   |
|                                                | Афіни, Адріанський акведук          |                                        | Греція          | ?              |                           |                                                   |
|                                                | Афіни, Неа Іоніа                    | пізньоримський акведук                 | Греція          | ?              |                           |                                                   |
|                                                | Барселона                           | ?                                      | Іспанія         | ?              |                           |                                                   |
|                                                | Баве                                | ?                                      | Франція         | ?              | ?                         |                                                   |
|                                                | Баело-Клаудіа                       | ?                                      | Іспанія         | ?              | ?                         |                                                   |
|                                                | Болонья                             | ?                                      | Італія          | ?              | ?                         |                                                   |
|                                                | Бонн                                | Боннський акведук                      | Німеччина       | ?              |                           |                                                   |
|                                                | Бордо                               | ?                                      | Франція         | ?              | ?                         |                                                   |
|                                                | Кадіс                               | ?                                      | Іспанія         | ?              | ?                         |                                                   |
|                                                | Кесарія Палестинська                | ?                                      | Ізраїль         | ?              |                           |                                                   |
|                                                | Карфаген                            | Загуан-Карфаген                        | Туніс           | ?              |                           |                                                   |
|                                                | Катанія                             | ?                                      | Італія          | ?              | ?                         |                                                   |
|                                                | Чельва                              | Пенья Кортада                          | Іспанія         | ?              | ?                         |                                                   |
|                                                | Шемту                               | ?                                      | Туніс           | ?              | ?                         |                                                   |
|                                                | Шершель                             | ?                                      | Алжир           | ?              |                           |                                                   |
|                                                | Сім'є                               | ?                                      | Франція         | ?              | ?                         |                                                   |
|                                                | Чивітавекк'я                        | ?                                      | Італія          | ?              |                           |                                                   |
| Реконструйована секція поблизу Мехерніх-Вуссем | Кельн                               | Айфельський акведук                    | Німеччина       |                | 130 км                    | Найбільша стародавня споруда на північ від Альп   |
|                                                | Константин                          | ?                                      | Алжир           | ?              |                           |                                                   |
|                                                | Ді (Дром)                           | ?                                      | Франція         | ?              | ?                         |                                                   |
|                                                | Ефес                                | ?                                      | Туреччина       | ?              |                           |                                                   |
|                                                | Ерітрі                              | ?                                      | Туреччина       | ?              | ?                         |                                                   |
|                                                | Евре                                | ?                                      | Франція         | ?              | ?                         |                                                   |
|                                                | Фрежус                              | ?                                      | Франція         | ?              |                           |                                                   |
|                                                | Гадара                              | Гадарський акведук                     | Йорданія        |                | 170 км                    | Найдовший тунель античності (94 км)               |
|                                                | Ґранада                             | ?                                      | Іспанія         | ?              | ?                         |                                                   |
|                                                | Стамбул                             | Акведук Валента                        | Туреччина       |                | 250 км                    |                                                   |
|                                                | Італіка                             | ?                                      | Іспанія         | ?              |                           |                                                   |
|                                                | Кавала                              | ?                                      | Греція          | ?              |                           |                                                   |
|                                                | Кемісса                             | ?                                      | Туніс           | ?              |                           |                                                   |
|                                                | Лаодікея                            | ?                                      | Туреччина       | ?              |                           |                                                   |
|                                                | Тур                                 | Акведук Люїн                           | Франція         | ?              |                           |                                                   |
|                                                | Ліон                                | Акведук Бревен                         | Франція         | ?              | ?                         |                                                   |
|                                                | Ліон                                | Акведук Ізрон                          | Франція         | ?              |                           |                                                   |
|                                                | Ліон                                | Акведук Жир                            | Франція         | ?              |                           |                                                   |
|                                                | Ліон                                | Mont d'Or                              | Франція         | ?              | ?                         |                                                   |
|                                                | Майнц                               | Рьомерштайне («Римські камені»)        | Німеччина       | ?              | ?                         |                                                   |
|                                                | Марсель                             | ?                                      | Франція         | ?              | ?                         |                                                   |
|                                                | Мерида                              | Корнальво                              | Іспанія         | ?              | 17 км                     |                                                   |
|                                                | Мерида                              | Прозерпіна, Акведук де лос Мілагрос    | Іспанія         |                | 12 км                     | Світова спадщина ЮНЕСКО                           |
|                                                | Мерида                              | Лас Томас (Рабо де Буей)               | Іспанія         | ?              |                           |                                                   |
|                                                | Мец                                 | ?                                      | Франція         | ?              |                           |                                                   |
|                                                | Мінтурно                            | Акведук Мінтурно                       | ?               | Італія         | ?                         |                                                   |
| Понті Россі, Неаполь                           | Неаполь                             | Аква Августа, або Серинський акведук   | Італія          |                | 140км                     | збудований 10р. н. е.                             |
|                                                | Суза                                |                                        | Італія          |                |                           |                                                   |
| Acquedotto-6                                   | Віченца                             |                                        | Італія          |                |                           |                                                   |
|                                                | Мітилена, Лесбос                    | ?                                      | Греція          | ?              |                           |                                                   |
|                                                | Мусті (стародавнє місто)            | ?                                      | Туніс           | ?              | ?                         |                                                   |
| Св. Георг                                      | Нікополь                            | Актіа Нікополіс                        | Греція          |                | 50 км                     |                                                   |
|                                                | Нім                                 | Пон-дю-Гар                             | Франція         | ?              |                           | Світова спадщина ЮНЕСКО                           |
|                                                | Нім                                 | Пон-де-Борнегре                        | Франція         | ?              |                           | частина того самого акведука, що й Пон-дю-Гар     |
|                                                | Оранж                               | ?                                      | Франція         | ?              | ?                         |                                                   |
|                                                | Париж                               | Лютеція                                | Франція         | ?              | 26 км                     |                                                   |
|                                                | Патри                               | ?                                      | Греція          | ?              |                           |                                                   |
|                                                | Пезенас                             | ?                                      | Франція         | ?              | ?                         |                                                   |
|                                                | Періге                              | ?                                      | Франція         | ?              | ?                         |                                                   |
|                                                | Фаселіс                             | ?                                      | Туреччина       | ?              |                           |                                                   |
|                                                | Пуатьє                              | ?                                      | Франція         | ?              | ?                         |                                                   |
|                                                | Помпеї                              | ?                                      | Італія          | ?              | ?                         |                                                   |
| Арка мосту Понт д'Ель                          | Емавіль                             | міст д'Ель                             | Північна Італія | проліт 14,24 м | 6 км                      | 66 м над дном долини                              |
|                                                | Родез                               | ?                                      | Франція         | ?              | ?                         |                                                   |
| Порта Маджоре                                  | Рим                                 | Аніо Новус                             | Італія          | 14 км          | 86.8 км                   | збудований 38-52 р.н. е. 189 520 м³ в день        |
| Anio Vetus                                     | Рим                                 | Аніо Ветус                             | Італія          | ?              |                           |                                                   |
|                                                | Рим                                 | Аква Александріна                      | Італія          | 2 км           | 22 км                     | збудований 226 р.н. е.                            |
|                                                | Рим                                 | Аква Альзієтіна                        | Італія          |                |                           |                                                   |
|                                                | Рим                                 | Аква Клавдія                           | Італія          | 14 км          | 68.6 км                   | збудований 38-52 р.н. е. 184 280 м³ на день       |
|                                                | Рим                                 | Акведук Юлія                           | Італія          | 10 км          | 68.6 км                   | збудований 33 р. до н. е. 48 240 м³ на день       |
|                                                | Рим                                 | Акведук Марція                         | Італія          | 10 км          | 91.4 км                   | збудований 144—140 р. до н. е. 187 600 м³ на день |
|                                                | Рим                                 | Аква Тепула                            | Італія          | 9 км           | 17.7 км                   | збудований 126 р. до н. е. 17 800 м³ на день      |
|                                                | Садаба                              | ?                                      | Іспанія         | ?              | ?                         |                                                   |
|                                                | Сент                                | ?                                      | Франція         | ?              | ?                         |                                                   |
|                                                | Салона                              | акведук Діоклетіана                    | Хорватія        | ?              |                           |                                                   |
|                                                | Самосата                            | ?                                      | Туреччина       | ?              |                           |                                                   |
|                                                | Себасте (давньоримське місто)       | ?                                      | Туреччина       | ?              |                           |                                                   |
|                                                | Сіде                                | ?                                      | Туреччина       | ?              |                           |                                                   |
|                                                | Сбейтла                             | ?                                      | Туніс           | ?              |                           |                                                   |
|                                                | Сеговія                             | Акведук у Сеговії                      | Іспанія         | ?              |                           | Світова спадщина ЮНЕСКО                           |
|                                                | Сан                                 | ?                                      | Франція         | ?              | ?                         |                                                   |
|                                                | Севілья                             | Каньос де Кармона                      | Іспанія         | ?              |                           |                                                   |
|                                                | Сполето                             | Понте делле Торрі                      | Італія          | ?              |                           |                                                   |
|                                                | Сен-Бертран-де-Комменж              | ?                                      | Франція         | ?              |                           |                                                   |
|                                                | Сен-Ремі-де-Прованс                 | ?                                      | Франція         | ?              | ?                         |                                                   |
|                                                | Сіракуза                            | ?                                      | Італія          | ?              | ?                         |                                                   |
|                                                | Таорміна                            | ?                                      | Італія          | ?              | ?                         |                                                   |
|                                                | Таркуїнія                           | ?                                      | Італія          | ?              |                           |                                                   |
|                                                | Таррагона                           | акведук Франколі, акведук Лес-Ферререс | Іспанія         |                | 25 км                     | Світова спадщина ЮНЕСКО                           |
|                                                | Таррагона                           | акведук Гайя                           | Іспанія         |                |                           |                                                   |
|                                                | Тебесса                             | ?                                      | Туніс           | ?              |                           |                                                   |
|                                                | Терміні-Імерезе                     | Аква Корнелія                          | Італія          | ?              |                           |                                                   |
|                                                | Террачина                           | ?                                      | Італія          | ?              |                           |                                                   |
|                                                | Терманча (Т'єрме), стародавній форт | ?                                      | Іспанія         | ?              |                           |                                                   |
|                                                | Толедо                              | ?                                      | Іспанія         | ?              |                           |                                                   |
|                                                | Турин                               | ?                                      | Італія          | ?              | ?                         |                                                   |
|                                                | Ункастільйо                         | акведук де Лос Баналес                 | Іспанія         | ?              |                           |                                                   |
|                                                | Везон-ла-Ромен                      | ?                                      | Франція         | ?              | ?                         |                                                   |
|                                                | Валенсія-де-Алькантара              | ?                                      | Іспанія         | ?              |                           |                                                   |
|                                                | Венафро                             | ?                                      | Італія          | ?              |                           |                                                   |
|                                                | В'єнна                              | ?                                      | Франція         | ?              | ?                         |                                                   |
|                                                | Вітербо                             | ?                                      | Італія          | ?              | ?                         |                                                   |
|                                                | Волюбіліс                           | ?                                      | Марокко         | ?              | ?                         |                                                   |
|                                                | ?                                   | міст Фунікйо                           | Італія          | ?              |                           |                                                   |

## Подальше читання
- Fernández Casado, C.: Historia del puente en España. Puentes Romanos, Instituto Eduardo Torroja, Madrid 1980